# Ilha Gribbell
A ilha Gribbell (em inglês:  Gribbell Island) é uma ilha desabitada na Colúmbia Britânica, no oeste do Canadá. Situa-se na parte oriental do canal de Douglas, um dos fiordes mais importantes da costa da Colúmbia Britânica, a sul da ilha Hawkesbury. 
A ilha Gribbell foi assim designada em homenagem ao padre Gribbell, da Igreja de Inglaterra, 